# Земо-Суреби
Земо-Суреби (груз. ზემო სურები) — село в Грузии, на территории Чохатаурского муниципалитета края (мхаре) Гурия.

## География
Село находится в западной части Грузии, на правом берегу реки Супсы, на расстоянии приблизительно 17 километров (по прямой) к востоко-юго-востоку от посёлка городского типа Чохатаури, административного центра муниципалитета. Абсолютная высота — 634 метра над уровнем моря.

## Население
По результатам официальной переписи населения 2014 года в Земо-Суреби проживал один человек грузинской национальности.
| Год  | Население, человек |
| ---- | ------------------ |
| 2002 | 9                  |
| 2014 | ↘ 1                |